# Марк Фулвий Бамбалион
Вижте пояснителната страница за други личности с името Марк Фулвий Флак .
Марк Фулвий Флак Бамбалион (на латински: Marcus Fulvius Flaccus Bambalio) е римски политик от аристократичната фамилия Фулвии.
Той е изискан плебей от Тускулум. Получава подигравателното име Bambalio, понеже заеквал. Син е на Марк Фулвий Флак (консул 125 пр.н.е.)
Женен е за плебейката Семпрония Тудицани, дъщеря на Семпроний Тудицан и внучка на историка Гай Семпроний Тудицан. Той е баща на Фулвия (* 80 пр.н.е.; † 40 пр.н.е.), съпруга на Марк Антоний.